# Orvosi bűnügyek
Az Orvosi bűnügyek (Crimini bianchi) tizenkét epizódból álló, nagyjából ötvenperces időtartamot kitöltő, olasz televíziós sorozat, amelyet a 2008-as és 2009-es esztendőben készítettek, és forgattak Rómában. A cselekmény műfaja magába foglalja az akciót, a drámát, egy kicsit a thrillert, de leginkább az orvosok által elkövetett műhibák felderítésére helyezi a hangsúlyt.

## Cselekmény
A sorozat eseményei, néhány orvos munkáját mutatják be, akik létrehoztak egy egyesületet azért, hogy fényt derítsenek, az egyes orvosok által elkövetett végzetes hibákra. Ennek eredményeként a betegek életüket veszítik, vagy jobbik esetben maradandó károsodást szenvednek. Mindannyian a Nemzeti Egészségügy képviseletével próbálják érvényesíteni az emberek jogait a nyomozások lefolytatásával.
A történet középpontjában áll Luca Leoni (Daniele Pecci) a sebész, aki egy autóbaleset következtében - amiben meghalt a barátja Stefano (Enrico Silvestrin) - már nem vehet részt a műtéteken. A kezei ugyan épségben maradtak, viszont olyannyira roncsolódtak, hogy a komolyabb kiterjedésű sebészi mozdulatokra már nem alkalmas, így tanítással foglalkozik. Továbbá az egyesület tagjai közé tartozik Claudio Bruni (Ricky Memphis), aki az ügyvédi, és a törvényes feladatokat látja el, ha esetleg valamilyen külsőbb hivatali támadás érintené őket. Francesca Coronati (Christiane Filangieri), mint nőgyógyász szolgáltatja a tudását, Chiara Rinaldi (Micaela Ramazzotti) a szívspecialista, és az aneszteziológus Enrico Castelli (Antonio Manzini) járul hozzá a csapat eredményes, szervezett, és hatékony munkájához.

## Szereplők és magyar hangok
| Színész               | Szerep             | Magyar hang        |
| --------------------- | ------------------ | ------------------ |
| Daniele Pecci         | Luca Leoni         | Bozsó Péter        |
| Ricky Memphis         | Claudio Bruni      | Haás Vander Péter  |
| Christiane Filangieri | Francesca Coronati | Roatis Andrea      |
| Micaela Ramazzotti    | Chiara Rinaldi     | Bogdányi Titanilla |
| Antonio Manzini       | Enrico Castelli    | Sótonyi Gábor      |
| Claudio Angelini      | Cesare Bruni       | Faragó András      |
| Emanuela Galliussi    | Silvia             | Haffner Anikó      |
| Enrico Silvestrin     | Stefano            |                    |

- Luca Leoni: Szívsebész. Egy balesetből kifolyólag már nem műthet. Önfejű, makacs, és ambiciózus. Tulajdonképpen a csapat "esze", akinek nagyon jó meglátásai vannak, egy témával kapcsolatban. Stefano halála után nehezen, de megbékél vele Francesca, aki mindig is tetszett neki, és a "Csere" című epizódban erre egy rövid jelenet erejéig tér nyílik
- Claudio Bruni: Az alapítvány ügyvédi feladatait látja el. Luca legjobb barátja. Többször a csillapító szerepét alakítja a csapatban. Akaratos személyiség, egy felesége, és egy tizennégy éves lánya van Bianca. Szüleinek van egy étterme a városban. Édesapja a "Protokoll szerint" című epizódban agyvérzést kap, de túléli. Egy sötétbordó ALFA Romeo 159 SW-t vezet.
- Francesca Coronati: A csapat egyik női orvosát formálja meg, aki nőgyógyász, és miközben segít az alapítványnak, helyt kell állnia a kórház sürgősségi osztályán, ahol főállásban dolgozik. Éppen itt a "Vád alatt" epizódban próbálják meg rontani a tekintélyét. Alapjában egy rendes lány, bár temperamentumos, szeret úszni, és ő is vonzódik Luca-hoz. Nissan Micra az autója, amivel a "Veszélyes játékok" epizódban Luca-val balesetet szenvednek. Ezután egy Lancia Ypsilon lesz a segítségére az utakon.
- Chiara Rinaldi: Szép, csinos, okos és idealista. Mint, Luca ő is az emberi szív irányába orientálódott. Nagy lelkesedéssel bír, és jó kezdeményező készsége van. Luca volt a tanára az egyetemen, akit mindig nagyon kedvelt, sőt titokban szerette is, de soha nem mondta meg neki, csupán egyszer Enrico tanácsára a "Mellékhatások" epizódban próbál óvatosan nyitni felé. Gyakran előfordul, hogy Enrico-val közösen dolgozik. Egy Smart Fortwo coupe-t vezet.
- Enrico Castelli: Aneszteziológusként került az alapítványhoz, és egyben lett a csapat tagja. Gyakran ütköznek az érdekei Luca-éval, amiből a "Forrponton" epizódban igen komoly konfliktus alakul ki. Segítőkész, viszont emiatt ugyanebben az epizódban súlyos kés-szúrást kap egy kínai lány testvérétől. Chiara tetszik neki, nyíltan ugyan nem mondta meg a hölgynek, de finoman utalt rá. Egy kilencvenes évekbe tartozó Opel Astra F Caravan-t vezet.

## Epizódok

### 1. évad (2008–2009)
| Sor. | Év. | Cím                                         | Premier                                 |
| --- | --- | ------------------------------------------- | --------------------------------------- |
| 1. | 1.  | Személyes ügy (Un caso personale)           | 2008. szeptember 24. 2010. november 15. |
| Stefano arra készül, hogy este megkéri kedvese Francesca kezét. Amikor barátjával és egyben kollégájával úton vannak hazafelé, balesetet szenvednek és mindketten kórházba kerülnek. |     |                                             |                                         |
| 2. | 2.  | Hibás döntés (Fuori strada)                 | 2008. szeptember 24. 2010. november 22. |
| Luca egy év elteltével visszatér Amerikából, ahol a balesetben sérült kezét próbálta gyógyíttatni. Legjobb barátja, Claudio felkeresi, hogy megkérje, segítsen egy veseműtött kisfiú ügyében. Luca azonban csak azért jött vissza Rómába, hogy a lakását eladja.                                                                  |     |                                             |                                         |
| 3. | 3.  | A vírus (Il virus dell'impiccato)           | 2008. október 1. 2010. november 29.     |
| Egy nő fordul segítségért az alapítványhoz, akinek a férje meghalt hepatitis fertőzésben. Látszólag úgy tűnt, minden rendben van, mert a műtét is hiba nélkül sikerült. Rövidesen több ember is fertőzés áldozata lesz a kórházban.                                                                                               |     |                                             |                                         |
| 4. | 4.  | Vád alatt (Sotto accusa)                    | 2008. október 1. 2010. december 6.      |
| A sürgősségi osztályra egy nőt hoznak be, aki balesetet szenvedett. Francesca az ügyeletes, így ő látja el. Miután ez megtörtént, egy másik beteg is a segítségére szorul és ekkor éri a hír, hogy Ludovica Parenti állapota rosszabb lett. A férje vádat emel a doktornő ellen.                                                  |     |                                             |                                         |
| 5. | 5.  | Mellékhatások (Effetti collaterali)         | 2008. október 13. 2010. december 13.    |
| Egy húsz év körüli fiú, Lorenzo Monteforte öngyilkosságot követ el a kórház tetejéről. A barátnője szerint egyáltalán nem volt szándékában meghalni. A fiú édesanyja viszont úgy véli, éppen a barátnője hajszolta a halálba. Hamarosan felmerül egy gyógyszergyártó cég neve, amely egy orvosságnak nem közölte a mellékhatását. |     |                                             |                                         |
| 6. | 6.  | A lövés (Lo sparo)                          | 2008. október 20. 2010. december 20.    |
| Kórházba kell szállítani egy kislányt, aki a szülei szeme láttára lesz rosszul. Műtétre van szükség, de utána a kislány kómába esik és a szülők dühöngenek. Az apa gyanúba keveredik, mert az orvost, aki a lányát műtötte, a parkolóban fegyverrel megsebesítik.                                                                 |     |                                             |                                         |
| 7. | 7.  | Veszélyes játékok (Giochi pericolosi)       | 2009. június 14. 2010. december 27.     |
| Egy ecuadori nő nyolcéves kislánya egy egyszerű kezelést követően lebénul. Chiara és Enrico körülnéznek a bevándorló család otthonában, ahol igen rossz körülmények között élnek. Eközben Luca és Francesca veszélybe sodorják az életüket.                                                                                       |     |                                             |                                         |
| 8. | 8.  | A lista (La lista)                          | 2009. június 14. 2011. január 3.        |
| Májátültetésre vár már hosszú ideje egy nő. A szervdonor listának az élén áll és szerencséje van, mert az orvosok találtak neki egy megfelelő szervet, amit a szervezete befogad. A szerv már a kórházban van, de mégsem a nő kapja meg azt, hanem valaki más, aki sokkal nagyobb prioritást élvez.                               |     |                                             |                                         |
| 9. | 9.  | Forrponton (Burn out)                       | 2009. június 21. 2011. január 10.       |
| Az alapítvány csapata egy olyan üggyel szembesül, amelyben Verde doktor elismer egy tragikus tévedést: egy kismama az ő hibájából halt meg és csak a kisbabát sikerült megmentenie. Ez idő alatt Enrico segíteni akar egy kínai lányon, aminek következtében majdnem életét veszti.                                               |     |                                             |                                         |
| 10. | 10. | A csere (Lo scambio)                        | 2009. június 21. 2011. január 17.       |
| Hasnyálmirigyrákban meghal egy középkorú nő. A lánya a fiatal férjét vádolja, mert szerinte döntése hibás volt és az anyja életébe került. Nemcsak egy hibás döntés, hanem az alagsorból az intenzív osztályra érkező oxigéncsövek felcserélése is hozzájárult a tragédiához.                                                     |     |                                             |                                         |
| 11. | 11. | Protokoll szerint (Questione di protocollo) | 2009. június 28. 2011. január 24.       |
| Luca és Francesca egy olyan lánnyal foglalkozik, aki kómába esett egy combtörés műtét után, ráadásul eközben állapotos is. Chiara és Enrico egy családnak segít, akiknek a kislánya nem létező tünetekről tesz tanúbizonyságot. Mindezek tetőpontjaként Claudio apja agyvérzést kap.                                              |     |                                             |                                         |
| 12. | 12. | Az apa nevében (In nome del padre)          | 2009. június 28. 2011. január 31.       |
| Bár Claudio apjának a műtétje jól sikerül, mégis amikor hazatér, hallucinálni kezd. |     |                                             |                                         |

## Érdekességek
Egyfajta érdekességként figyelhető meg, a bevezetőben a "Crimini bianchi" feliratban látható "m" betű: ugyanis ezt piros színnel kiemelve, a szinuszritmusra emlékeztető jelként integrálták be az alkotók.[forrás?] Így anélkül, hogy a néző megértené a sorozat lényegét, már ebből az apró, de hasznos fogásból, információt nyer a következményekre.

## Csatornaváltás
Olaszországban a sorozat epizódjait eredetileg a Canale 5 csatorna vetítette volna le. Ez az elhatározás azonban az első négy epizód erejéig tartott, ugyanis a római orvosok elnöke Mario Falconi tiltakozását fejtette ki, mert az AMAMI egyesület (Associazione Medici Accusati di Malpractice Ingiustamente) vizsgálata szerint a sorozat az emberekben a félelmet kelti, és bizalmatlanságot idéz elő a kórházakkal szemben. Ezen kívül megvádolták azzal, hogy bizonyos amerikai sorozatokról egy egyszerű másolmány. Így, Signore Falconi kérte a hatóságokat, hogy ezen érveket figyelembe véve, függesszék fel a sorozatot. Azonban az ötödik, és hatodik részt az Italia 1-es csatorna leadta, és a hátramaradt hat epizódot a Joi televíziós csatorna vette a szárnyai alá.
A vádakat megcáfolták a sorozat megálmodói, és koholmánynak könyvelték el, hiszen véleményük szerint az igen erős kritikának a végső célja, hogy a sorozatot tönkre tegyék, és végül töröljék. Továbbá a nézettség sem arról tett tanúbizonyságot, hogy a nézők elutasítóak lennének. Viszont a mai napig tagadhatatlan tény maradt, hogy következő évad nem készült.